# Aiouea parvissima
Aiouea parvissima  es una especie fanerógama en la familia de las Lauráceas. Es endémica de Guatemala donde se distribuye únicamente en los departamentos de Petén e Izabal. Es un árbol o arbusto que puede alcanzar una altura de 7 m y que crece en bosque secundario de hoja perenne en asociación con Manilkara.